# David Fritz
David Fritz (* 11. Juli 1999) ist ein österreichischer Fußballspieler.

## Karriere
Fritz begann seine Karriere beim ASV Gösting. Zur Saison 2010/11 wechselte er zum LUV Graz. Zur Saison 2013/14 kam er in die Jugend des Grazer AK. Zur Saison 2016/17 kehrte er zum LUV Graz zurück, wo er für die siebtklassige erste Mannschaft zum Einsatz kommen sollte. In seiner ersten Saison kam er zu drei Einsätzen in der Gebietsliga. In der Saison 2017/18 kam er zu 17 Einsätzen, in denen er drei Tore erzielte.
Zur Saison 2018/19 kehrte Fritz zum GAK zurück, wo er sich der ebenfalls siebtklassigen Zweitmannschaft anschloss. Mit dieser konnte er zu Saisonende in die Unterliga aufsteigen. Im Juni 2020 debütierte er für die erste Mannschaft der Grazer in der 2. Liga, als er am 20. Spieltag der Saison 2019/20 gegen den SC Austria Lustenau in der 84. Minute für Stefan Pfeifer eingewechselt wurde.
Im Juli 2020 erhielt er einen bis Juni 2023 laufenden Profivertrag beim GAK. Nach zwei Zweitligaeinsätzen für den GAK wechselte Fritz im Juni 2021 leihweise für die Saison 2021/22 zum viertklassigen FC Weinland Gamlitz. In der Saison 2021/22 kam er für Gamlitz zu acht von 30 möglichen Einsätzen bei Ligaspielen, in denen er ein Tor schoss, in der Landesliga Steiermark. Ab Mitte März 2022 wurde er bis zum Saisonende nicht eingesetzt.
Dennoch erfolgte für die nächste Saison eine erneute Ausleihe. Hier kam er auf 15 von 30 möglichen Ligaspielen.
Zur nächsten Saison wurde er zum SC Fürstenfeld, ebenfalls in der Landesliga Steiermark, verliehen. Er kam dort zu 27 von 30 möglichen Ligaspielen. Zur Saison 2024/25 wechselte er endgültig.